# Scaevola densifolia
Scaevola densifolia är en tvåhjärtbladig växtart som beskrevs av R. Carolin. Scaevola densifolia ingår i släktet Scaevola och familjen Goodeniaceae. Inga underarter finns listade i Catalogue of Life.